# Чемпіонат Європи з футболу 2012 (кваліфікаційний раунд, група C)
Матчі Групи С кваліфікаційного раунду Євро-2012 тривали з 11 серпня 2010 по 11 серпня 2011 року. Збірна Італії, зайнявши перше місце, кваліфікувалася на Євро-2012, а збірна Естонії з другого місця потрапила у раунд плей-оф
| М  | Команда           | І  | В | Н | П | МЗ | МП | РМ  | О  |
| -- | ----------------- | -- | - | - | - | -- | -- | --- | -- |
| 1. | Італія            | 10 | 8 | 2 | 0 | 20 | 2  | +18 | 26 |
| 2. | Естонія           | 10 | 5 | 1 | 4 | 15 | 14 | +1  | 16 |
| 3. | Сербія            | 10 | 4 | 3 | 3 | 13 | 12 | +1  | 15 |
| 4. | Словенія          | 10 | 4 | 2 | 4 | 11 | 7  | +4  | 14 |
| 5. | Північна Ірландія | 10 | 2 | 3 | 5 | 9  | 13 | −4  | 9  |
| 6. | Фарерські острови | 10 | 1 | 1 | 8 | 6  | 26 | −20 | 4  |

### Результати
| 11.08.2010 20:00 (UTC+3) |

| Естонія                 | 2:1      | Фарерські острови |
| ----------------------- | -------- | ----------------- |
| Сааґ 90+1' Пійроя 90+3' | Протокол | Едмундссон 28'    |

| А. Ле Кок Арена, Таллінн Глядачів: 5470 Арбітр: Анте Вучемілович-Шимунович мол. (Хорватія) |

| 03.09.2010 21:30 (UTC+3) |

| Естонія    | 1:2      | Італія                  |
| ---------- | -------- | ----------------------- |
| Зеньов 31' | Протокол | Кассано 60' Бонуччі 63' |

| А. Ле Кок Арена, Таллінн Глядачів: 8600 Арбітр: Карлос Веласко Карбальо (Іспанія) |

| 03.09.2010 18:00 (UTC+1) |

| Фарерські острови | 0:3      | Сербія                                |
| ----------------- | -------- | ------------------------------------- |
|                   | Протокол | Лазович 14' Станкович 18' Жигич 90+1' |

| Торсводлір, Торсгавн Глядачів: 1847 Арбітр: Альберт Туссен (Люксембург) |

| 03.09.2010 20:45 (UTC+2) |

| Словенія | 0:1      | Північна Ірландія |
| -------- | -------- | ----------------- |
|          | Протокол | К. Еванс 70'      |

| Людскі врт, Марибор Глядачів: 12 000 Арбітр: Крістіан Балай (Румунія) |

| 07.09.2010 20:50 (UTC+2) |

| Італія                                                            | 5:0      | Фарерські острови |
| ----------------------------------------------------------------- | -------- | ----------------- |
| Джилардіно 11' Де Россі 22' Кассано 27' Квальярелла 81' Пірло 90' | Протокол |                   |

| Артеміо Франкі, Флоренція Глядачів: 19 266 Арбітр: Олексій Кульбаков (Білорусь) |

| 07.09.2010 20:30 (UTC+2) |

| Сербія    | 1:1      | Словенія      |
| --------- | -------- | ------------- |
| Жигич 86' | Протокол | Новакович 63' |

| Црвена Звезда, Белград Глядачів: 24 028 Арбітр: Олегаріу Бенкеренса (Португалія) |

| 08.10.2010 19:45 (UTC+2) |

| Північна Ірландія | 0:0      | Італія |
| ----------------- | -------- | ------ |
|                   | Протокол |        |

| Віндзор Парк, Белфаст Глядачів: 15 200 Арбітр: Тоні Шапрон (Франція) |

| 08.10.2010 20:30 (UTC+2) |

| Сербія    | 1:3      | Естонія                                  |
| --------- | -------- | ---------------------------------------- |
| Жигич 60' | Протокол | Кінк 63' Васильєв 73' Лукович 90+1' (аг) |

| Партизан, Белград Глядачів: 12 000 Арбітр: Максим Лаюшкін (Росія) |

| 08.10.2010 20:45 (UTC+2) |

| Словенія                                            | 5:1      | Фарерські острови |
| --------------------------------------------------- | -------- | ----------------- |
| Матавж 25', 36', 66' Новакович 72' (пен.) Дедич 84' | Протокол | Моурітсен 90+3'   |

| Стожиці, Любляна Глядачів: 15 750 Арбітр: Станіслав Тодоров (Болгарія) |

| 12.10.2010 20:50 (UTC+2) |

| Італія | 3:0 (технічна перемога)* | Сербія |
| ------ | ------------------------ | ------ |
|        | Протокол                 |        |

| Луїджі Ферраріс, Генуя Арбітр: Крейг Томсон (Шотландія) |

| 12.10.2010 |

| Фарерські острови | 1:1 | Північна Ірландія |
| ----------------- | --- | ----------------- |
|                   |     |                   |

| [[]], [[]] Арбітр: [[]] ([[]]) |

| 12.10.2010 |

| Естонія | 0:1 | Словенія |
| ------- | --- | -------- |
|         |     |          |

| [[]], [[]] Арбітр: [[]] ([[]]) |

| 25.03.2011 |

| Словенія | 0:1 | Італія |
| -------- | --- | ------ |
|          |     |        |

| [[]], [[]] Арбітр: [[]] ([[]]) |

| 25.03.2011 |

| Сербія | 2:1 | Північна Ірландія |
| ------ | --- | ----------------- |
|        |     |                   |

| [[]], [[]] Арбітр: [[]] ([[]]) |

| 29.03.2011 |

| Північна Ірландія | 0:0 | Словенія |
| ----------------- | --- | -------- |
|                   |     |          |

| [[]], [[]] Арбітр: [[]] ([[]]) |

| 29.03.2011 |

| Естонія | 1:1 | Сербія |
| ------- | --- | ------ |
|         |     |        |

| [[]], [[]] Арбітр: [[]] ([[]]) |

| 03.06.2011 |

| Фарерські острови | 0:2 | Словенія |
| ----------------- | --- | -------- |
|                   |     |          |

| [[]], [[]] Арбітр: [[]] ([[]]) |

| 03.06.2011 |

| Італія | 3:0 | Естонія |
| ------ | --- | ------- |
|        |     |         |

| [[]], [[]] Арбітр: [[]] ([[]]) |

| 07.06.2011 |

| Фарерські острови | 2:0 | Естонія |
| ----------------- | --- | ------- |
|                   |     |         |

| [[]], [[]] Арбітр: [[]] ([[]]) |

| 10.08.2011 |

| Північна Ірландія | 4:0 | Фарерські острови |
| ----------------- | --- | ----------------- |
|                   |     |                   |

| [[]], [[]] Арбітр: [[]] ([[]]) |

| 02.09.2011 |

| Фарерські острови | 0:1 | Італія |
| ----------------- | --- | ------ |
|                   |     |        |

| [[]], [[]] Арбітр: [[]] ([[]]) |

| 02.09.2011 |

| Словенія | 1:2 | Естонія |
| -------- | --- | ------- |
|          |     |         |

| [[]], [[]] Арбітр: [[]] ([[]]) |

| 02.09.2011 |

| Північна Ірландія | 0:1 | Сербія |
| ----------------- | --- | ------ |
|                   |     |        |

| [[]], [[]] Арбітр: [[]] ([[]]) |

| 06.09.2011 |

| Італія | 1:0 | Словенія |
| ------ | --- | -------- |
|        |     |          |

| [[]], [[]] Арбітр: [[]] ([[]]) |

| 06.09.2011 |

| Сербія | 3:1 | Фарерські острови |
| ------ | --- | ----------------- |
|        |     |                   |

| [[]], [[]] Арбітр: [[]] ([[]]) |

| 06.09.2011 |

| Естонія | 4:1 | Північна Ірландія |
| ------- | --- | ----------------- |
|         |     |                   |

| [[]], [[]] Арбітр: [[]] ([[]]) |

| 07.10.2011 |

| Північна Ірландія | 1:2 | Естонія |
| ----------------- | --- | ------- |
|                   |     |         |

| [[]], [[]] Арбітр: [[]] ([[]]) |

| 07.10.2011 |

| Сербія | 1:1 | Італія |
| ------ | --- | ------ |
|        |     |        |

| [[]], [[]] Арбітр: [[]] ([[]]) |

| 11.10.2011 |

| Італія | 3:0 | Північна Ірландія |
| ------ | --- | ----------------- |
|        |     |                   |

| [[]], [[]] Арбітр: [[]] ([[]]) |

| 11.10.2011 |

| Словенія | 1:0 | Сербія |
| -------- | --- | ------ |
|          |     |        |

| [[]], [[]] Арбітр: [[]] ([[]]) |

- Матч Італія—Сербія був зупинений на 6-ій хвилині при рахунку 0:0 через безлад на трибунах, влаштований сербськими вболівальниками[1]. 29 жовтня Контрольно-дисциплінарна інстанція УЄФА присудила Італії технічну перемогу й ухвалила рішення про проведення двох домашніх матчів Сербії й одного Італії без глядачів (дискваліфікація матча Італії і другого матча Сербії — умовні з випробувальним строком 2 роки). Крім того, Футбольний союз Сербії оштрафований на 120 тис. євро, а Італійська федерація футболу — на 100 тис. євро. ФСС рекомендовано утриматися від замовлення квитків для сербських вболівальників на виїзні матчі протягом усього відбіркового циклу[2].

## Бомбардири
| 5 голів - Тім Матавж - Костянтин Васильєв (2 пен.) 4 гола - Антоніо Кассано 3 гола - Никола Жигич - Марко Пантелич - Зоран Тошич 2 гола - Джампаоло Паццині - Патрік Маккорт - Стівен Девіс - Миливоє Новакович (1 пен.) - Фроді Беньямінсен (1 пен.) - Сергій Зеньов - Тармо Кінк - Каймар Сааг 1 гол - Леонардо Бонуччі - Альберто Джилардіно - Фабіо Квальярелла | 1 гол (продовження) - Тіагу Мотта - Андреа Пірло - Даніеле де Россі - Джузеппе Россі - Клаудіо Маркізіо - Кайл Лафферті - Гарет Маколі - Аарон Х'юз - Коррі Еванс - Милан Йованович - Здравко Кузманович - Данко Лазович - Деян Станкович - Бранислав Іванович - Златко Дедич - Крістіан Моурітсен - Арнбьорн Хансен - Крістіан Хольст - Йохан Сімун Едмундссон - Мартін Вунк - Райо Пійроя - Атс Пурьє |

Автоголи
- Александар Лукович (Проти Естонії)
- Райо Пійроя (Проти Північної Ірландії)
- Андрій Сидоренков (Проти Словенії)
- Рогві Балдвінссон (Проти Словенії)

## Глядачі
| Збірна            | Найбільше | Найменше | Всього | Середня кількість |
| ----------------- | --------- | -------- | ------ | ----------------- |
| Естонія           | 8,660     | 5,185    | 33,637 | 6,727             |
| Фарерські острови | 5,654     | 974      | 12,111 | 2,422             |
| Італія            | 19,480    | 18,000   | 76,180 | 19,045            |
| Північна Ірландія | 15,200    | 12,604   | 70,335 | 14,067            |
| Сербія            | 35,000    | 350      | 78,878 | 15,776            |
| Словенія          | 15,790    | 9,848    | 68,868 | 13,774            |